# بلاژیوویتسه
بلاژیوویتسه (به چکی: Blažejovice) یک منطقهٔ مسکونی در جمهوری چک است که در ناحیه بنشوو واقع شده‌است. بلاژیوویتسه ۴٫۶۲ کیلومتر مربع مساحت و ۱۰۰ نفر جمعیت دارد.